# Cuộc chiến mùa hè
Summer Wars (サマーウォーズ Samā Wōzu) là một anime khoa học viễn tưởng lãng mạn do Hosoda Mamoru đạo diễn, vẽ bởi Madhouse và Warner Bros. Pictures làm khâu phân phối đã công chiếu vào ngày 01 tháng 8 năm 2009. Tại Liên hoan phim Nhật Bản: Thổi làn gió mới! Phim truyện và hoạt hình Nhật Bản 2013, bộ phim được giới thiệu có tựa đề tiếng Việt chính thức là Cuộc chiến mùa hè.
Cốt truyện kể về Koiso Kenji một nam sinh lớp 11 rất giỏi toán người mà đã đi cùng Shinohara Natsuki một nữ sinh lớp 12 về Ueda để dự sinh nhật lần thứ 90 của bà của Shinohara. Tuy nhiên khi ở đó anh đã vô tình phát hiện ra các trí tuệ nhân tạo đang hack vào thế giới ảo. Kenji đã phải tìm cách sửa chữa thế giới ảo cũng như ngăn các trí tuệ nhân tạo này lây lan ra và phá hủy nhiều thứ khác.
Sau khi sản xuất phim Cô gái vượt thời gian, Madhouse đã nhận được đề nghị sản xuất bộ phim tiếp theo. Hosoda và người viết kịch bản Okudera Satoko đã viết một câu truyện về các mối liên hệ xã hội và cách mà một người xa lạ bắt đầu tạo một mối liên hệ với gia đình thông qua các mạng xã hội. Địa danh thực được chọn để làm bối cảnh cho Summer Wars, vì đó là nơi mà gia tộc Sanada từng quản lý và nó gần với nơi mà Hosoda đã sinh ra tại Toyama. Hosoda sau khi ghé thăm gia đình hôn thê của mình tại Ueda đã dùng gia tộc Sanada làm hình mẫu cho gia đình Jinnouchi.
Việc thực hiện Summer Wars được bắt đầu vào năm 2006. Đạo diễn nghệ thuật Takeshige Youji đã sử dụng các ngôi nhà Nhật Bản vào cảnh nền của mình. Hosoda thì nhấn mạnh 80 thành viên của gia đình xuất hiện trong phim đều là nhân vật chính. Phim anime này được công bố lần đầu tiên tại Hội chợ Anime Quốc tế Tokyo năm 2008 đoạn phim giới thiệu được tung ra vào tháng 4 năm 2009. Việc thu thập ý kiến được thực hiện thông qua việc tiếp xúc trực tiếp hoặc qua internet. Chuyển thể manga thực hiện bởi Sugimoto Iqura đã phát hành vào tháng 7 năm 2009.
Summer Wars công chiếu tại Nhật Bản vào ngày 01 tháng 8 năm 2009. Doanh thu tuần đầu công chiếu là 1 triệu USD cho 127 rạp đứng thứ 7 trong các phim chiếu rạp ăn khách. Phim anime này đã nhận được nhiều đánh giá tích cực từ các nhà phê bình và khán giả, doanh thu thu được từ việc công chiếu ra quốc tế là 18 triệu USD. Nó cũng đã giành được nhiều giải thưởng như Giải thưởng Viện Hàn lâm Nhật Bản, giải phim hoạt hình hay nhất của Liên hoan Nghệ thuật Truyền thông Nhật Bản, giải thưởng cho phim anime hay nhất được bình chọn tại Liên hoan phim quốc tế Anaheim và được đề cử cho giải Golden Leopard tại Liên hoan phim quốc tế Locarno năm 2009.

## Tổng quan

### Sơ lược cốt truyện
Koiso Kenji là một học sinh trẻ tại trường trung học Kuonji với năng khiếu toán học vượt bậc và là một người điều hành bán thời gian trong thế giới thực tế ảo mô phỏng khổng lồ OZ cùng với người bạn Sakuma Takashi.
Một ngày nọ, Kenji được mời bởi tiền bối khối trên ở Kuonji, Shinohara Natsuki tham gia vào sinh nhật lần thứ 90 của bà cố Jinnouch Sakaei. Sau khi đi đến khu bất động sản của Sakae ở Ueda, Natsuki giới thiệu Kenji là chồng chưa cưới của cô với Sakae, làm cả hai ngạc nhiên. Kenji gặp một số người thân của Natsuki và phát hiện ra nhà Jinnouchi là hậu duệ của một samurai (chư hầu của tộc Takeda), người đã thách đấu gia tộc Tokugawa vào năm 1615. Anh ta cũng gặp Wabisuke Jinnouchi, một người chú của làm nghề lập trình của Natsuki. sống ở Hoa Kỳ kể từ khi đánh cắp tài sản của gia đình 10 năm trước.
Kenji nhận được một e-mail có mã toán học và bẻ khóa nó. Tuy nhiên, Love Machine, một trí thông minh ảo do Wabisuke tạo ra, sử dụng tài khoản và hình đại diện của Kenji để hack cơ sở hạ tầng, gây thiệt hại trên diện rộng. Anh em họ của Kenji, Sakuma và Natsuki Ikezawa Kazuma đối đầu với Love Machine. Love Machine đánh bại avatar King Kazma của Kazuma và tiếp tục hấp thụ các tài khoản trong máy tính lớn OZ, tạo ra tắc nghẽn giao thông thảm khốc và vô hiệu hóa các thiết bị điện. Hai người thân của Sakae, Rika và Shota Jinnouchi, phát hiện ra sự liên quan của Kenji. Shota bắt giữ Kenji, nhưng sự tắc nghẽn khiến Natsuki đưa họ trở lại khu đất.
Sakae gọi các cộng sự vào các vị trí quan trọng trong xã hội Nhật Bản và người thân làm việc trong các dịch vụ khẩn cấp, khuyến khích họ làm việc chăm chỉ nhất để giảm hỗn loạn và thiệt hại, so sánh tình hình với chiến tranh. Kenji có thể trả lại quyền kiểm soát máy tính lớn cho người điều hành và kỹ sư trong khi Sakuma phát hiện ra rằng Kenji thực sự đã viết sai một phần của mã. Wabisuke giải thích rằng anh đã bán chương trình cho Lực lượng Vũ trang Hoa Kỳ để chạy thử và mở rộng nó thành một trí thông minh ảo. Sau cuộc cãi vã với Sakae, Wabisuke rời khỏi khu đất. Sakae sau đó khuyến khích Kenji chăm sóc Natsuki trong trận đấu Koi-Koi.
Sáng hôm sau, Sakae qua đời. Con trai út của bà, Mansaku giải thích rằng bà bị đau thắt ngực và Love Machine đã tắt máy theo dõi nhịp tim. Kenji, Sakuma và hầu hết nhà Jinnouchi lập kế hoạch đánh bại Love Machine bằng siêu máy tính sử dụng khối băng làm chất làm mát, trong khi Natsuki và những người khác chuẩn bị tang lễ cho Sakae.
Kenji, cùng với Sakuma và những người khác, bắt giữ Love Machine, nhưng Shota mang khối băng đến cơ thể của Sakae để làm mát thi thể, khiến siêu máy tính bị quá nóng. Love Machine hấp thụ Vua Kazma và chuyển hướng thăm dò tiểu hành tinh Arawashi vào một quá trình va chạm với một nhà máy điện hạt nhân. Trong khi đó, Natsuki phát hiện ra một di chúc do Sakae để lại và đoàn tụ với Kenji và những người khác trong nhóm. Natsuki đưa Wabisuke trở về nhà trước khi gia đình đọc di chúc của Sakae, yêu cầu họ đưa Wabisuke trở lại cuộc sống của họ. Nhận ra rằng Love Machine xem mọi thứ như một trò chơi, Kenji có nhà Jinnouchi đối đầu với Love Machine để chơi Koi-Koi trong thế giới sòng bạc của OZ, đánh cược các tài khoản của họ trong một nỗ lực tuyệt vọng để ngăn chặn Love Machine. Natsuki thắng vài vòng, nhưng bị phân tâm và suýt mất "tiền thắng".
Tuy nhiên, người dùng OZ trên toàn thế giới nhập tài khoản của riêng họ vào cuộc cá cược về phía Natsuki, điều này cũng nhắc nhở các chương trình người giám hộ của OZ, cá voi xanh và đỏ được gọi là John và Yoko Lần nâng cấp tài khoản của Natsuki. Natsuki đánh cược 150 triệu avatar được trao cho cô bằng một tay và làm tổn thương nghiêm trọng Love Machine, khiến trí thông minh nhân tạo chuyển hướng Arawashi về phía gia sản của Sakae. Kenji cố gắng đột nhập vào GPS của tàu thăm dò, trong khi Wabisuke vô hiệu hóa hệ thống phòng thủ của Love Machine. Sau khi được hồi sinh và hỗ trợ bởi một số avatar của gia đình Jinnouchi, Vua Kazma phá hủy Love Machine. Kenji kích hoạt mã GPS để chuyển Arawashi ra khỏi khu đất, phá hủy lối vào của bất động sản và khiến một mạch nước phun trào. Sau đó, gia đình Jinnouchi, ăn mừng chiến thắng cũng như sinh nhật của Sakae, Natsuki đã hôn Kenji sau khi họ thổ lộ tình yêu với nhau.

## Nhân vật

### Chính
Koiso Kenji (小磯 健二, こいそ けんじ)
Lồng tiếng bởi: Kamiki Ryunosuke
Shinohara Natsuki (篠原 夏希, しのはら なつき)
Lồng tiếng bởi: Sakuraba Nanami
Sakuma Takashi (佐久間 敬, さくま たかし)
Lồng tiếng bởi: Yokokawa Takahiro
Ikezawa Kazuma (池沢 佳主馬, いけざわ かずま)
Lồng tiếng bởi: Tanimura Mitsuki

#### Gia tộc Jinnouchi
Jinnouchi Sakae (陣内 栄, じんのうち さかえ)
Lồng tiếng bởi: Fuji Sumiko
Jinnouchi Wabisuke (陣内 侘助, じんのうち わびすけ)
Lồng tiếng bởi: Saitō Ayumu
Jinnouchi Tokuei (陣内 徳衛, じんのうち　とくえい)
Jinnouchi Manzou (陣内 万蔵, じんのうち まんぞう)
Shinohara Yukiko (篠原 雪子, しのはら ゆきこ)
Lồng tiếng bởi: Tanigawa Kiyomi
Shinohara Kazuo (篠原 和雄, しのはら かずお)
Lồng tiếng bởi: Sasaki Mutsumi
Jinnouchi Mariko (陣内 万理子, じんのうち まりこ)
Lồng tiếng bởi: Nobusawa Mieko
Jinnouchi Rika (陣内 理香, じんのうち りか)
Lồng tiếng bởi: Ikeda Sakiko
Jinnouchi Riichi (陣内 理一, じんのうち りいち)
Lồng tiếng bởi: Kirimoto Takuya
Jinnouchi Mansuke (陣内 万助, じんのうち まんすけ)
Lồng tiếng bởi: Nagai Ichirō
Jinnouchi Tasuke (陣内 太助, じんのうち たすけ)
Lồng tiếng bởi: Kobayashi Takashi
Jinnouchi Shōta (陣内 翔太, じんのうち しょうた)
Lồng tiếng bởi: Shimizu Yutaka
Miwa Naomi (三輪 直美, みわ なおみ)
Lồng tiếng bởi: Yamagata Kaori
Ikezawa Kiyomi (池沢 聖美, いけざわ きよみ)
Lồng tiếng bởi: Tamura Tagame
Ikezawa Kazuma no chi chi (池沢佳主馬の父, いけざわかずまのちち)
Lồng tiếng bởi: Watori Shinichi
Jinnouchi Mansaku (陣内 万作（じんのうち まんさく）)
Lồng tiếng bởi: Nakamura Tadashi
Jinnouchi Yorihiko (陣内 頼彦, じんのうち よりひこ)
Lồng tiếng bởi: Yōji Tanak
Jinnouchi Noriko (陣内 典子, じんのうち のりこ)
Lồng tiếng bởi: Kanazawa Eiko
Jinnouchi Mao (陣内 真緒, じんのうち まお)
Lồng tiếng bởi: Morohoshi Sumire
Jinnouchi Shingo (陣内 真悟, じんのうち しんご)
Lồng tiếng bởi: Imai Yūki
Jinnouchi Kunihiko (陣内 邦彦, じんのうち くにひこ)
Lồng tiếng bởi: Nakamura Washiya
Jinnouchi Nana (陣内 奈々, じんのうち なな)
Lồng tiếng bởi: Takaku Chigusa
Jinnouchi Kana (陣内 加奈, じんのうち かな)
Lồng tiếng bởi: Minagawa Hinano
Jinnouchi Katsuhiko (陣内 克彦, じんのうち かつひこ)
Lồng tiếng bởi: Itakura Mitsutaka
Jinnouchi Yumi (陣内 由美, じんのうち ゆみ)
Lồng tiếng bởi: Naka Riisa
Jinnouchi Ryōhei (陣内 了平, じんのうち りょうへい)
Lồng tiếng bởi: Adachi Naoto
Jinnouchi Yūhei (陣内 祐平, じんのうち ゆうへい)
Lồng tiếng bởi: Ōta Rikito
Jinnouchi Kyōhei (陣内 恭平, じんのうち きょうへい)

#### Khác
John, Yoko (ジョン、ヨーコ)
Hayate (ハヤテ)
Doitsu no shōnen (ドイツの少年)

#### Kuraishisu obu OZ
Yamanote Maki (山之手 真紀, やまのて まき)
KK
Ieyasu (イエヤス)
Yamanote Yūji (山之手 祐司, やまのて ゆうじ)
Oda Yoshio (織田 良夫, おだ よしお)

#### King Kazuma vs Queen OZ
Tsujimoto Kaho (辻本 夏帆, つじもと かほ)
Takewashi Wataru (竹橋 渡, たけはし わたる)
Makino Rikiya (牧野 力也, まきの りきや)
Kasugai Minami (春日井 南, かすがい みなみ)
Wakamiya Futaba (若宮 双葉, わかみや ふたば)
Nakajiyou (中条, なかじょう)

## Phát triển
Sau thành công của Cô gái vượt thời gian, Madhouse đã được đề nghị sản xuất một bộ phim khác. Một phim mà Madhouse có thể làm giống như chuyển thể một tiểu thuyết mà họ vừa làm trước đó, nên họ đã nhận lời làm tiếp một phim nữa. Đạo diễn Hosoda Mamoru đã lựa chọn câu truyện mà trong đó có nói về người có gia đình và người không gia đình. Việc sản xuất Cuộc chiến mùa hè chính thức bắt đầu vào năm 2006.

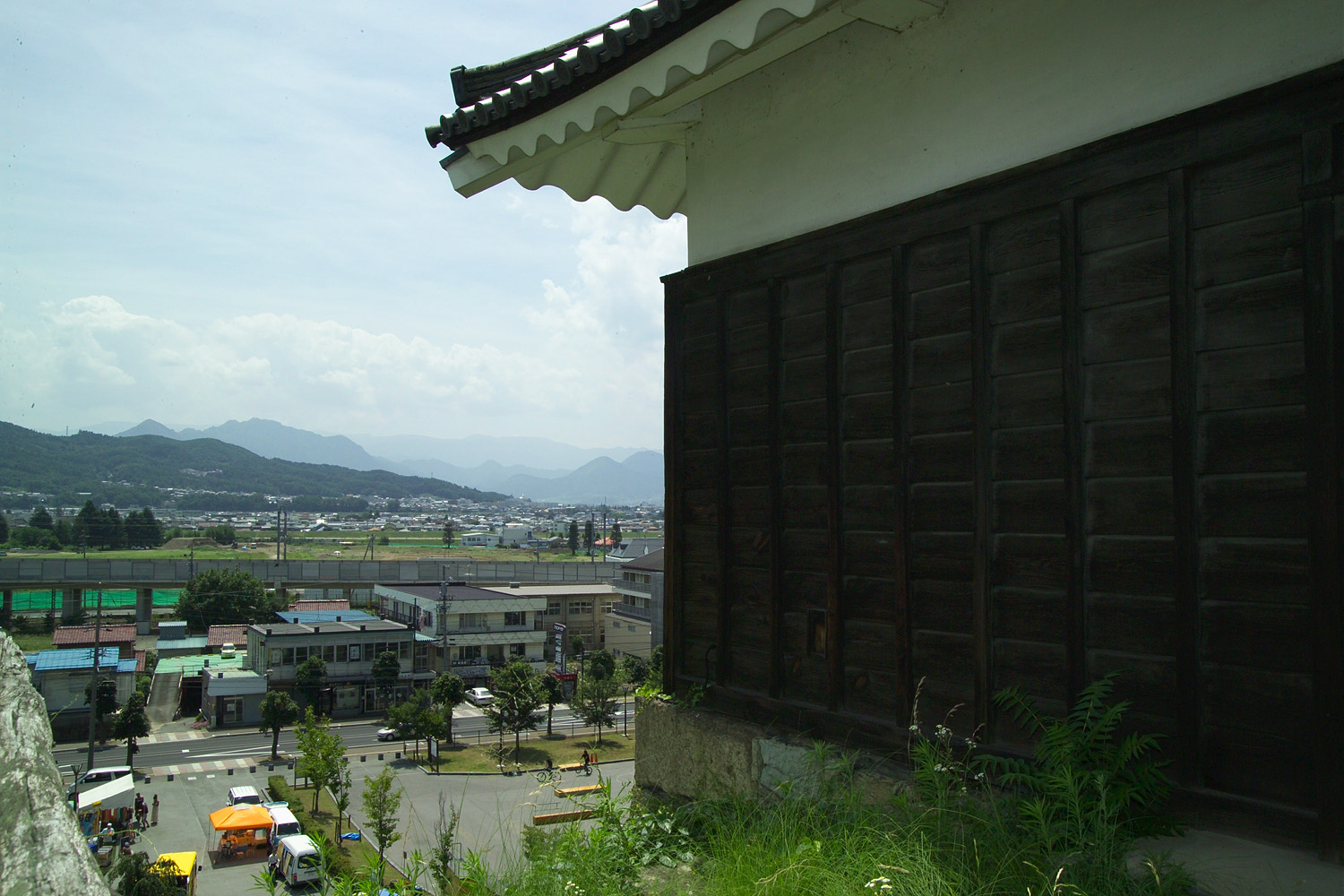
Thành phố Ueda nhìn từ phía tây tại Lâu đài Ueda

Hầu hết bộ phim được dựng dựa trên thành phố Ueda có thật. Ueda đã được lựa chọn để làm bối cảnh của bộ phim bởi vì nó từng là nơi mà gia tộc Sanada quản lý, gia đình Jinnouchi được dựng lên dựa vào hình ảnh của gia tộc này. Ueda cũng gần với nơi mà Hosoda được sinh ra ở Toyama. Cảm hứng của Hosoda cho tên gọi của mạng xã hội OZ trong bộ phim bắt nguồn từ một siêu thị lớn nơi ông từng tới khi còn làm cho Toei Animation. Mặc dù để ý thấy sự tương đồng giữa OZ và Second Life, Hosoda cũng nói rằng các mạng xã hội tại Nhật là mixi mới là thứ cho ông kinh nghiệm về mạng xã hội. Với thiết kế và phối màu của OZ thì ông lấy cảm hứng từ các trò chơi của Nintendo. Hosoda cho biết rằng ông rất ngưỡng mộ nét vẽ và phong cách nghệ thuật của Murakami Takashi và thiết kế của mạng xã hội "gọn gàng và ngăn nắp". Hosoda cũng đến nhà vị hôn thê của mình tại Ueda và lắng nghe về lịch sử gia đình. Hosoda nói rằng gia đình là yếu tố ảnh hưởng cơ bản cho các bộ phim của ông, ông luôn nói về nó từ đám cưới của mình cho đến các cuộc liên hoan phim.
Để hỗ trợ Hosoda, nhóm làm phim còn có nhà viết kịch bản Okudera Satoko và nhà thiết kế nhân vật Sadamoto Yoshiyuki, những người đã từng làm việc chung với Hosoda tham gia vào dự án Toki o Kakeru Shōjo trước đó. Aoyama Hiroyuki thì nhận việc đạo diễn hình ảnh trong khi Nishida Tatsuzo đạo diễn các chuyển động. Trong quá trình sản xuất, Sadamoto tạo ra thiết kế của Wabisuke dựa trên diễn viên Matsuda Yusaku. Aoyama đảm nhận việc dựng hình chuyển động vi tính. Digital Frontier đảm nhận việc thiết kế OZ và các avatar của nó. Takeshige Youji làm giám sát và đạo diễn nghệ thuật cho Summer Wars. Khi đến thăm Ueda, Hosoda đã nghĩ Takeshige người đã từng làm việc cho Ghibli lúc trước nên vẽ lại các ngôi nhà xây dựng theo phong cách truyền thống Nhật Bản để sử dụng cho bộ phim.Phim anime cũng có nói về tàu vũ trụ Hayabusa của Nhật Bản, Hosoda đưa chi tiết này vào để tôn vinh thành tựu của Nhật Bản trong việc thám hiểm không gian.
Bộ phim được công bố tại Hội chợ Anime Quốc tế Tokyo năm 2008. Hosoda nhấn mạnh 80 thành viên của gia đình xuất hiện trong phim đều là nhân vật chính. Maruyama thì châm biếm rằng Hosoda từng luôn hứa sẽ chỉ có 2 nhân vật chính trong suốt 2 năm làm phim. Summer Wars là một trong kế hoạch chiến lược làm phim của Madhouse với việc tung ra một phim cho mỗi mùa. Tiếp nối việc phát hành là hai bộ phim Shinko và phép lạ nghìn năm và Yona Yona Penguin năm 2009 và REDLINE nửa đầu năm 2010.

## Phát hành

### Quảng bá
Summer Wars nhận được kỳ vọng rất cao trước khi phim được trình chiếu vì sự thành công của phim Cô gái vượt thời gian trước đó. Kadokawa Shoten cũng đã tung ra đoạn phim giới thiệu nhằm thu hút sự chú ý của quốc tế cũng như những người hâm mộ trong nước. Trước khi bộ phim phát hành Maruyama Masao tin rằng "Bộ phim hẳn đã phải khá nổi tiếng, vì số lượng đặt vé rất cao.".
Sugimoto Iqura đã thực hiện chuyển thể manga của phim và đang trên tạp chí Young Ace của Kadokawa vào tháng 7 năm 2009. Tập tankōbon đầu tiên của chuyển thể này phát hành vào ngày 10 tháng 8 xếp hạng thứ 23 trên bảng xếp hạng truyện tranh Oricon với 51.645 bản được tiêu thụ. Tập tankōbon thứ hai phát hành ngày 04 tháng 2 năm 2010 đứng hạng thứ 12 với 53.333 bản được bán. Một loạt manga ngoại truyện khác cũng đã đăng trên tạp chí Comp Ace vào tháng 7 năm 2009.

### Trình chiếu và phát hành
Summer Wars đã trình chiếu trong các rạp tại Nhật Bản vào ngày 01 tháng 8 năm 2009. Phim được trình chiếu như màn mở đầu cho các sự kiện tại đêm liên hoan phim quốc tế thiếu nhi New York vào ngày 26 tháng 2 năm 2010 cùng với sự xuất hiện của đạo diễn Hosoda Mamoru. Hosoda đã trả lời câu hỏi của các khán giả thông qua thông dịch viên. Hosoda và nhóm làm phim sau đó cũng xuất hiện ở Viện Công nghệ Massachusetts, trong Chương trình nghiên cứu và so sánh truyền thông của các nước vào ngày 01 tháng 3 năm 2010. Phim anime chiếu ra mắt khán giả tại Úc vào ngày 14 tháng 6 năm 2010 như một phần chương trình liên hoan phim Sydney, bộ phim cũng được trình chiếu tại liên hoan phim IndieLisboa, liên hoan phim quốc tế Melbourne vào ngày 08 tháng 8 năm 2010, liên hoan phim quốc tế Leeds vào ngày 20 tháng 11 năm 2010.
Phim sau đó đã được phân phối tại Hàn Quốc bởi CJ Entertainment từ ngày 12 tháng 8 năm 2009, Cathay Organisation đảm nhận việc phân phối tại Singapore từ ngày 25 tháng 2 năm 2010, Mighty Media phân phối tại Đài Loan và Eurozoom phân phối tại Pháp, Funimation Entertainment phân phối tại Bắc Mỹ.

## Truyền thông

### Manga
Hosoda Mamoru đã thực hiện chuyển thể manga với sự minh họa của Ueda Yumehito có tựa Summer Wars King Kazuma vs Queen OZ (サマーウォーズ キング・カズマvsクイーン・オズ) và đăng trên tạp chí Comp Ace của Kadokawa Shoten từ ngày 25 tháng 7 năm 2009 đến ngày 26 tháng 4 năm 2010. Các chương sau đó đã được tập hợp lại và phát hành thành 2 tankōbon. Cốt truyện xoay quanh Kazuma Ikezawa người còn được biết trong OZ là King Kazuma tham gia vào một cuộc thi đấu võ thuật trong OZ.

### Light novel
Tsuchiya Tsukasa đã thực hiện một chuyển thể light novel với tựa Summer Wars Kuraishisu obu OZ (サマーウォーズ クライシス・オブ・OZ) và Kadokawa Sneaker Bunko đã phát hành tác phẩm thẳng thành một bunkobon vào ngày 31 tháng 7 năm 2010. Cốt truyện xoay quanh Kazuma Ikezawa người còn được biết trong OZ là King Kazuma đang cố gắng giúp Yamanote Maki sau khi cô bị một kẻ tấn công và cướp mất một chương trình quan trọng do người anh trai chuyển giao, chương trình này có khả năng gây thiệt hại nặng cho OZ vì thế King Kazuma phải chiến đấu một lần nữa để bảo vệ OZ.

### Âm nhạc
Phim có bài hát chủ đề là bài Bokura no Natsu no Yume (僕らの夏の夢) do Yamashita Tatsuro trình bày, đĩa đơn chứa bài hát đã phát hành vào ngày 18 tháng 9 năm 2009. Các bản nhạc dùng trong phim do Matsumoto Akihiko biên soạn, album chứa các bản nhạc này đã phát hành vào ngày 29 tháng 7 năm 2009.
| Bokura no Natsu no Yume/Muse (僕らの夏の夢/ミューズ) | Bokura no Natsu no Yume/Muse (僕らの夏の夢/ミューズ)                           | Bokura no Natsu no Yume/Muse (僕らの夏の夢/ミューズ) |
| STT                                                  | Nhan đề                                                                        | Thời lượng                                           |
| ---------------------------------------------------- | ------------------------------------------------------------------------------ | ---------------------------------------------------- |
| 1.                                                   | "Bokura no Natsu no Yume (僕らの夏の夢)"                                       | 5:07                                                 |
| 2.                                                   | "Muse (ミューズ)"                                                              | 4:28                                                 |
| 3.                                                   | "Atom no ko ('09 Live Version) (アトムの子 ('09 Live Version))"                | 6:25                                                 |
| 4.                                                   | "Bokura no Natsu no Yume (Original Karaoke) (僕らの夏の夢 (Original Karaoke))" | 5:07                                                 |
| 5.                                                   | "Muse (Original Karaoke) (ミューズ (Original Karaoke))"                        | 4:24                                                 |
| Tổng thời lượng:                                     | Tổng thời lượng:                                                               | 25:31                                                |

| Original Soundtrack của Cuộc chiến mùa hè (サマーウォーズ オリジナルサウンドトラック) | Original Soundtrack của Cuộc chiến mùa hè (サマーウォーズ オリジナルサウンドトラック) | Original Soundtrack của Cuộc chiến mùa hè (サマーウォーズ オリジナルサウンドトラック) |
| STT                                                                                   | Nhan đề                                                                               | Thời lượng                                                                            |
| ------------------------------------------------------------------------------------- | ------------------------------------------------------------------------------------- | ------------------------------------------------------------------------------------- |
| 1.                                                                                    | "Kaso Toshi OZ (仮想都市OZ)"                                                          | 2:53                                                                                  |
| 2.                                                                                    | "Overture of the Summer Wars"                                                         | 4:41                                                                                  |
| 3.                                                                                    | "Jinnai Ke (陣内家)"                                                                  | 1:39                                                                                  |
| 4.                                                                                    | "Wabisuke (侘助)"                                                                     | 1:18                                                                                  |
| 5.                                                                                    | "2056"                                                                                | 1:06                                                                                  |
| 6.                                                                                    | "Yukaihan (愉快犯)"                                                                   | 5:19                                                                                  |
| 7.                                                                                    | "KING KAZMA"                                                                          | 3:07                                                                                  |
| 8.                                                                                    | "Kenji (健二)"                                                                        | 1:02                                                                                  |
| 9.                                                                                    | "Ei no Katsuyaku (栄の活躍)"                                                          | 3:09                                                                                  |
| 10.                                                                                   | "Jinnai Ke no Danketsu (陣内家の団結)"                                                | 5:38                                                                                  |
| 11.                                                                                   | "Sento Futatabi (戦闘ふたたび)"                                                       | 3:29                                                                                  |
| 12.                                                                                   | "Hokai (崩壊)"                                                                        | 1:42                                                                                  |
| 13.                                                                                   | "Tegami (手紙)"                                                                       | 3:30                                                                                  |
| 14.                                                                                   | "Minna no Yuki (みんなの勇気)"                                                        | 1:34                                                                                  |
| 15.                                                                                   | "1 Oku 5 Senman no Kiseki (1億5千万の奇跡)"                                           | 3:34                                                                                  |
| 16.                                                                                   | "Saigo no Kiki (最後の危機)"                                                          | 1:14                                                                                  |
| 17.                                                                                   | "The Summer Wars"                                                                     | 1:53                                                                                  |
| 18.                                                                                   | "Happy End"                                                                           | 2:17                                                                                  |
| Tổng thời lượng:                                                                      | Tổng thời lượng:                                                                      | 49:05                                                                                 |

## Đón nhận

### Đánh giá
Summer Wars đã nhận được đánh giá tích cực từ các nhà phê bình phim. Tính đến tháng 4 năm 2011, thì tại Rotten Tomatoes đã tổng hợp lại là có 76% các nhà phê bình đưa nhận xét tích cực với điểm trung bình là 7/10. Còn tại Metacritic thì tính đến tháng 2011 là có 63% đánh giá tích cực.
Mark Schilling của tờ báo The Japan Times đã đánh giá bộ phim là 5 trên 5 và đánh giá Summer Wars "Có chứa những yếu tố rất quen thuộc như các anh hùng rụt rè và hơi khác người đi cùng với nó là sự rực rỡ của trí tưởng tượng hiện đại và non nớt". Ông cũng nói rằng bộ phim cung cấp một cái nhìn xã hội về sự khác biệt giữa một "thế giới song song" và "thế giới kỹ thuật số". Ông ca ngợi Sadamoto, Aoyama và Nishida vì đã tạo ra "Những cảnh của cảnh tượng sống động và rực rỡ, các chuyển động lưu loát và ý tưởng sáng chế không đụng hàng, đã làm cho phim hoạt hình kỳ ảo có góc nhìn hồn nhiên và trẻ con". Guillem Rosset đã bình luận về Summer Wars trên Twitch Film rằng "Hosoda là vị vua mới trong việc kể truỵên thông qua anime tại Nhật Bản và - rất có thể - là cả thế giới", Rosset ca ngợi và nói bộ phim "Đa dạng về chi tiết và cốt truỵên thật đẹp... nhìn trông rất lộng lẫy". Ông cũng đề cập rằng "Các nhân vật là một trong những điểm mạnh nhất của bộ phim" và cũng nhấn mạnh vào thế giới ảo OZ rằng "Madhouse đã cho suy nghĩ sáng tạo của mình ở đây trở nên hoang dã". Với đến các khía cạnh kỹ thuật, Rosset nói rằng "Hosada Mamoru xứng đáng với vị trí nhà làm phim hoạt hình hàng đầu tại Nhật Bản. Và thật tốt khi biết rằng khi Miyazaki nghỉ hưu (hy vọng sẽ không quá sớm) thì sẽ có người đi theo bước chân của ông.". Tờ Herald Business của Hàn Quốc thì nhận định rằng chủ hề kỳ ảo và hình ảnh tuyệt đẹp của bộ phim khác hẳn với các bộ phim khác của Hollywood.
Patrick W. Galbraith tại Otaku2.com đã so sánh thiết kế của OZ với tác phẩm nghệ thuật của Takashi Murakami với sự giống nhau là "Độ bằng phẳng, độ trơn và độ bóng của bề mặt" và sự khác nhau là "Chúng có hơi ấm và sống động, được hỗ trợ bằng sự tỉ mỉ đến từng chi tiết". Về nhân vật và cốt truỵên thì Galbraith viết "Cảnh gia đình lớn quây quần với nhau và nói chuyện trong bữa tối thật ấm áp và vui nhộn.", ông mô tả bộ phim như "Một cuốn sách hình sống động, một album ảnh gia đình cách đây vài thập kỷ.". Ông cũng ghi nhận phản ứng của khán giả với việc bán hết vé trong hai đêm liên tiếp khi bộ phim được công chiếu. Justin Sevakis tại Anime News Network đã đánh giá bộ phim là "A" với nhận xét "Thêm vài thập kỷ nữa tính từ bây giờ, Summer Wars vẫn sẽ được xem như là sự đánh dấu quan trọng cho sự xuất hiện chính thức của đạo diễn Hosoda Mamoru vào lĩnh vực hoạt hình.". Ông mô tả bộ phim là "Một sự pha trộn gần như hoàn hảo giữa xã hội và khoa học viễn tưởng, hiện tại và tương lai, chua chát và lạc quan", ông cũng nói bộ phim là "Đầy thực tế với cái nhìn xã hội một cách sâu sắc và sắc nét theo cách mà chúng ta đã không thấy trong các phim hoạt hình trong những năm gần đây.". Sevakis ca ngợi thiết kế nhân vật của Sadamoto Yoshiyuki và nhấn mạnh rằng các hình ảnh "Sắc nét và nhất quán một các tuỵêt vời". Có những điểm tương đồng được nhận thấy giữa các tác phẩm trước đây của Hosoda như Digimon Adventure: Our War Game và phim. Tạp chí Neo đã gọi Our War Game là "Mẫu thử nghiệm" của Summer Wars.
Rachel Saltz tại The New York Times cũng đã đưa ra đánh giá tích cực về bộ phim. Saltz đánh giá cao các hình ảnh và chủ đề, so sánh chúng với đạo diễn Ozu Yasujirō. Trong bài nhận xét của mình Peter Debruge đã nói về việc đạo diễn của Hosoda là "Ông đã thu hút sự chú ý của các khán giả tuổi teen khó chiều bằng cách lấy lấy ý tưởng của họ và làm chúng sống động như thật". Ông cũng ca ngợi các hình ảnh trong OZ. Peter Hartlaub tại San Francisco Chronicle đã khen phong cách của Hosoda là "Các kiểu nhân vật và các trận đánh sôi động được xuất hiện nhiều đủ để khiến cho sự yên bình ở thế giới thật trở thành một ước mơ". Ông cũng so sánh phong cách Hosoda với Miyazaki Hayao và Nintendo. Hartlaub phàn nàn rằng nhân vật của Kenji là "Hơi quá đà ngay từ đầu" và kết luận rằng bộ phim là "Loại phim vui nhộn và kỳ quặc mà bạn không thấy thường xuyên trong ngôi nhà nghệ thuật những năm gần đây.". Ty Burr tại The Boston Globe đã đánh giá bộ phim 3 trên 4 sao. Ông nói rằng "Summer Wars hấp dẫn nhất là trong những khoảnh khắc yên lặng" và đánh giá cao cốt truyện do Okudera Satoko viết và cũng ca ngợi hình ảnh của OZ. V.A. Musetto tại New York Post đã đánh giá bộ phim là 2 trên 4 sao và đánh giá bộ phim là "Tuyệt vời mặc dù vấn đề với cấu trúc của nó". Musetto phê bình về phần cốt truyện, ông nói rằng "Khoa học viễn tưởng là yếu tố có vẻ ngớ ngẩn hơn là tạo sự gây cấn.". Nicolas Rapold tại The Village Voice đánh giá cao hình ảnh của bộ phim và nói rằng "Thật khó để diễn tả nhân vật thông qua lời nói trong những cảnh kịch tính cũng như trong những đoạn gây cấn".

### Doanh số trình chiếu
Tại Nhật Bản, Summer Wars có doanh thu đứng thứ 7 với doanh thu khoảng 1.338.772 $ từ 127 rạp chiếu phim trong tuần đầu công chiếu, tổng cộng bộ phim có doanh thu 17.425.019 $ tại Nhật. Tại Hàn Quốc, bộ phim đứng ở vị trí thứ 8 với doanh thu khoảng 369.156 $ từ 118 rạp chiếu phim trong tuần đầu, tổng cộng bộ phim có doanh thu khoảng 783.850 $ tại Hàn Quốc. Tại Singapore bộ phim đứng thứ 17 trong tuần đầu tiên công chiếu với doanh thu 14.660 $ tại ba rạp, tổng cộng bộ phim có doanh thu khoảng 29.785 $ tại Singapore. Tính đến tháng 6 năm 2010, bộ phim đã thu về khoảng 18.353.560 $ trên toàn thế giới. Trong thời gian trình chiếu hạn chế tại Hoa Kỳ bộ phim đã thu về khoảng 1.412 $ từ 76 rạp chiếu trong tuần đầu công chiếu, tổng cộng bộ phim có doanh thu khoảng 80.678 $.

### Doanh số phát hành
Bộ phim được phát hành tại Nhật Bản vào ngày 03 tháng 3 năm 2010 với phiên bản định dạng DVD và Blu-ray. Trong tuần đầu tiên phát hành bộ phim đã trở thành phiên bản Blu-ray anime bán chạy nhất tại Nhật Bản với khoảng 54.000 bản được bán và vượt kỷ lục trước đó tạo bởi Evangelion: 1.0 You Are (Not) Alone. Summer Wars cũng đã đứng đầu bảng xếp hạng Oricon Animation DVD với 55.375 bản được bán ra trong tuần đầu tiên phát hành. Phiên bản Blu-ray của Summer Wars đã được Hiệp hội giải trí số Nhật Bản đề cử giải Sản phẩm tương tác hay nhất.
Tại châu Âu, Kazé đã tiến hành việc phát hành phiên bản DVD và Blu-ray của bộ phim từ ngày 26 tháng 11 năm 2010. Manga Entertainment đã đăng ký bản quyền phát hành tại Anh, Funimation Entertainment đăng ký bản quyền tại Bắc Mỹ.

### Danh hiệu và đề cử
Summer Wars là phim hoạt hình Nhật Bản đầu tiên được đưa vào như một đối thủ cạnh tranh các giải thưởng trong Liên hoan phim quốc tế Locarno tại Thụy Sĩ nơi mà nó đã được đề cử cho giải Báo Vàng năm 2009. Bộ phim ra mắt quốc tế tại lễ hội của liên hoan manga. Mặc dù bộ phim không giành được danh hiệu trong một cuộc thi của các tờ báo Thụy Sĩ, nhưng tờ Tribune de Genève nói rằng "Đây là bộ phim tốt nhất chúng tôi có thể tìm thấy từ trước đến nay" và nhận xét bộ phim có thể sẽ chiến thắng trong các liên hoan phim. Bộ phim được trình chiếu tại Liên hoan phim Sitges trong danh mục Oficial Fantàstic Panorama, nơi mà nó đã giành được giải thưởng Gertie cho Phim hoạt hình xuất sắc nhất. Summer Wars đã nhận được danh hiệu cho sản phẩm truyền thông mới của Bộ Kinh tế, Thương mại và Công nghiệp Nhật Bản trong hội nghị hàng năm của Hiệp hội giải trí số vào ngày 24 tháng 10 năm 2009. Summer Wars cũng được đề cử giải Phim hoạt hình xuất sắc nhất tại lễ trao giải điện ảnh châu Á - Thái Bình Dương, dù vậy bô phim đã không giành chiến thắng. Bộ phim được trao Giải thưởng lớn dành cho phim hoạt hình tại Liên hoan Nghệ thuật Truyền thông Nhật Bản lần thứ 13. Summer Wars đã thắng Giải thưởng Xuất sắc cho phim hoạt hình cùng với bốn bộ phim khác tại Lễ trao giải Viện Hàn lâm Nhật Bản lần thứ 33. Việc nhận Giải thưởng xuất sắc cũng có nghĩa là bộ phim được đề cử tranh Giải thưởng Phim hoạt hình của năm và bộ phim đã thắng giải này trong buổi lễ diễn ra ngày 05 tháng 3 năm 2010. Bộ phim được trình chiếu tại Liên hoan phim quốc tế Berlin lần thứ 60 như một phần của chương trình Generation 14plus. Summer Wars đã thắng Giải thưởng do Khán giả bình chọn cho Phim hoạt hình xuất sắc nhất tại Liên hoan phim quốc tế Anaheim. Funimation cùng với GKIDS đã đăng ký bộ phim cho việc tranh giải Phim hoạt hình xuất sắc nhất tại Giải Oscar lần thứ 83. Bộ phim là ứng viên thứ 14 cho danh hiệu đó. Hosoda nhận được một đề cử giải Annie cho Đạo diễn xuất sắc nhất và trở thành người Nhật thứ ba bên cạnh Miyazaki Hayao và nhà soạn nhạc Joe Hisaishi của Ghibli được đề cử giải Annie cá nhân kể từ năm 2004.